# Vintage A
Vintage A è il secondo album greatest hits della cantante giapponese Megumi Hayashibara uscito il 21 giugno 2000 per la King Records. L'album ha raggiunto la quarta posizione della classifica degli album più venduti in Giappone.

## Tracce
1. Yoake no Shooting Star (夜明けのShooting Star)
2. Watashi ni Happy Birthday (私にハッピーバースデイ)
3. Ganbatte! (がんばって!; Do Your Best!)
4. Machi e Deyou (街へ出よう)
5. Fuwari (ふわり)
6. HOW HOW BEAR
7. Bon Voyage!
8. Tokyo Boogie Night
9. hesitation
10. Manatsu no Valentine (真夏のバレンタイン)
11. Dance with me... Saigo no Rakuen (Dance with me... 最後の楽園)
12. Kokoro no Planet (NUKU NUKU Version) (心のプラネット)
13. Good Luck!
14. Tamashii no Refrain (Aqua Groove Mix) (魂のルフラン)
15. Fly Me to the Moon (AYANAMI Version)
16. Thirty
17. Kimi no Answer (君のAnswer)